# Caroline Elkins
Caroline Elkins, all'anagrafe Caroline Fox (1969), è una scrittrice e storica statunitense.
Il suo primo libro, Imperial Reckoning: The Untold Story of Britain's Gulag in Kenya (2005), vincitore del Premio Pulitzer per la saggistica generale nel 2006. Il suo lavoro di ricerca è alla base di un ricorso di ex detenuti Mau Mau (Kikuyu) – che furono, insieme agli altri, rastrellati e reclusi dal governo britannico – e che fu vinto grazie alla consistenza e la quantità di prove documentali di crimini commessi nei campi di internamento del Kenya negli anni '50.
L'ultimo libro di Elkins, Legacy of Violence: A History of the British Empire (2022), ha ricevuto significativi elogi dai revisori, e uno di essi lo ha definito un "tour de force di ritrovamenti storici" ed è stato finalista per il Baillie Gifford Award, selezionato come uno dei 100 migliori libri del 2022 dal New York Times e nominato miglior libro del 2022 da The New Statesman, BBC, History Today e Waterstones.

## Biografia
Cresciuta a Ocean Township, nella contea di Monmouth, nel New Jersey, Elkins si è diplomata alla Ocean Township High School nel 1987. È stata un'atleta universitaria in tre discipline sportive (calcio, hockey su prato e basket), vincente in tutti gli stati USA e fortemente voluta e richiesta dai migliori college. Nel 2000 è stata inserita nella hall of fame degli atleti del suo liceo.

### Rivolta dei Mau Mau (Kikuyu)
Elkins si è laureata in storia a Princeton, laureandosi con lode prima di trasferirsi ad Harvard per il master e il dottorato. La sua metodologia storica, che include l'uso di fonti scritte, lavoro sul campo etnografico e interviste in prima persona, ha portato a importanti revisioni storiche riguardanti il periodo Imperiale Africano e Britannico e ha anche generato critiche significative, rivolte al suo operato in particolare da accademici conservatori.
Il dottorato di ricerca di Elkins ad Harvard si occupava del sistema di detenzione impiegato dalle autorità coloniali durante la rivolta dei Mau Mau e servì come base per il documentario della BBC del 2002, Kenya: White Terror, del quale Elkins e il suo lavoro sul campo erano entrambi fonte principale e che ha vinto il Premio Internazionale della Croce Rossa al Monte Carlo Film Festival.
La Tesi di Dottorato di Elkins ha fornito le basi del libro Imperial Reckoning (2005) che è stato accolto con il plauso della critica su giornali e riviste di tutto il mondo, tra cui The New York Times, The Washington Post, The Guardian e The Economist. Oltre a vincere il Premio Pulitzer per la saggistica generale nel 2006, Imperial Reckoning è stato nominato libro dell'anno da The Economist e grazie al consiglio dell'editore del New York Times, diventato finalista per il Lionel Gelber Prize.
Nel suo encomio di Elkins, il Comitato del Premio Pulitzer ha scritto: "Imperial Reckoning è una storia di prim'ordine: ricercata meticolosamente, scritta brillantemente e potentemente drammatica. Un atto indimenticabile di ricostruzione storica; è anche un inquietante promemoria dei brutali precedenti imperiali che continuano ad ispirare le nazioni occidentali nella loro spinta a democratizzare il mondo".
È stata nominata Direttore della Facoltà Oppenheimer e durante i suoi sei anni di incarico ha creato una delle più grandi istituzioni mondiali per lo studio della storia e cultura Africane, ricevendo accreditamenti significativi e ottenendo dal Dipartimento dell'Istruzione degli Stati Uniti l'onorificenza di “Nationalist Resource Center for African Studies”.
Nel 2009, Imperial Reckoning è servito come base per un'azione legale senza precedenti presentata da cinque sopravvissuti al campo di detenzione dei Mau Mau contro il governo britannico, ed Elkins è diventata la prima testimone esperta dei ricorrenti: in seguito si sono aggiunti a lei ed è stata aiutata da altri storici alla fine del 2010 e 2011.
Il caso, noto come “Mutua and Five Others versus the Foreign and Commonwealth Office (FCO)“ , è stato ascoltato presso l'Alta Corte di giustizia di Londra sotto la presidenza dal Giudice Richard McCombe. Lo studio legale londinese per i diritti umani Leigh Day e la Commissione per i diritti umani del Kenya (KHRC) a Nairobi erano i rappresentanti legali dei ricorrenti. Durante il corso dell'indagine, l'FCO ha scoperto circa 300 scatole di documenti precedentemente non divulgati che hanno convalidato su larga scala le affermazioni di Elkins in Imperial Reckoning e hanno fornito migliaia di pagine di nuove prove a sostegno del caso dei ricorrenti, prove di gravi abusi perpetrati da funzionari coloniali nel campi di detenzione del Kenya negli anni '50.
Il 6 giugno 2013, il governo britannico ha annunciato un accordo con i ricorrenti Mau Mau, accompagnato dalle sue scuse ufficiali di "sincero rammarico", con un pagamento in contanti di 20 milioni di sterline e un monumento a coloro che sono stati torturati durante la rivolta, posto nel “Uhuru Parkin” di Nairobi nel 2015.
Sulla scia dell'accordo, il deputato keniota, Paul Muite, ha dichiarato alla stampa che: "Senza la sua ricerca, non saremmo stati in grado di montare questa causa. La parte di ricerca è stata un compito epocale e attribuisco a Elkins il merito del successo dell'archiviazione del caso. Abbiamo riconosciuto che il lavoro di ricerca e preparatorio (per archiviare il caso) non poteva che essere perfetto."

### Legacy of Violence
Nel 2022 , Elkins ha pubblicato il libro Legacy of Violence: A History of the British Empire, che ha ricevuto ottime recensioni da Kirkus, dal Library Journal e Publishers Weekly.
"Non credo che l’abbattimento di Monumenti possa cancellare o distorcere la storia; bruciare o nascondere documenti sicuramente si.Sono stata una testimone esperta in una causa contro il governo britannico da parte di sopravvissuti kenioti ai campi di detenzione, che ha portato alla 'scoperta' di diverse centinaia di scatole di documenti governativi inediti riguardanti campi stessi" ha dichiarato l'autrice.
Lo storico Robert Lyman ha dato una recensione negativa definendolo "un pezzo di ideologia mascherato da storia".
Lo storico dell'Università del Maryland Richard N. Price ha osservato che "se il libro tende a riempire eccessivamente la sua argomentazione, è anche un libro che è curiosamente sottile nella sua concettualizzazione.Sfumature e sottigliezza sono sorprendentemente assenti in tutti gli argomenti chiave del libro".

## Opere
- Elkins, Caroline (2000). "Reckoning with the Past: The Contrast between the Kenyan and South African Experiences". Social Dynamics. 26 (2): 8–28. S2CID 143334588. (registrazione necessaria).
- Elkins, Caroline (2000). "The Struggle for Mau Mau Rehabilitation in Late Colonial Kenya". International Journal of African Historical Studies. 33 (1): 25–57. doi:10.2307/220257. JSTOR 220257. (registrazione necessaria).
- "Detention, Rehabilitation, and the Destruction of Kikuyu Society" L. In A. Odhiambo & J. Lonsdale, eds., Mau Mau and Nationhood: Arms, Authority and Narration. Oxford: James Currey. 2003. pp. 191-226. ISBN 978-0-85255-484-5.
- Imperial Reckoning: The Untold Story of Britain's Gulag in Kenya. New York, NY: Henry Holt. 2005.
- Elkins, Caroline; Pedersen, Susan, eds. (2005). Settler Colonialism in the 20th Century: Projects, Practices, Legacies. New York, NY: Routledge.
- Elkins, Caroline (2011). "Alchemy of Evidence: Mau Mau, the British Empire, and the High Court of Justice". The Journal of Imperial and Commonwealth History. 39 (5): 731-748. do:10.1080/03086534.2011.629084 L. S2CID 159551587.(registrazione necessaria).
- Elkins, Caroline (2022). Legacy of Violence: A History of the British Empire. New York, NY: Alfred A. Knopf.